# Amerikanska Jungfruöarna i olympiska vinterspelen 2022
Amerikanska Jungfruöarna deltog i de olympiska vinterspelen 2022 som ägde rum i Peking i Kina mellan den 4 och 20 februari 2022. Landet deltog senast vid olympiska vinterspelen 2014.
Amerikanska Jungfruöarnas lag bestod av en kvinnlig idrottare i skeleton. På grund av att Katie Tannenbaum testat positivt för covid-19 så kunde hon inte vara landet fanbärare vid öppningsceremonin. Istället bars Amerikanska Jungfruöarnas flagga av en volontär. Även en volontär var fanbärare vid avslutningsceremonin.

## Skeleton
Amerikanska Jungfruöarna kvalificerade en kvinnlig idrottare i skeleton. Det var första gången Amerikanska Jungfruöarna tävlade i skeleton vid olympiska vinterspelen. Katie Tannenbaum slutade på 25:e plats, vilket var sistaplatsen i damernas tävling.
| Idrottare        | Gren     | Åk 1    | Åk 1      | Åk 2    | Åk 2      | Åk 3    | Åk 3      | Åk 4             | Åk 4             | Totalt  | Totalt    |
| Idrottare        | Gren     | Tid     | Placering | Tid     | Placering | Tid     | Placering | Tid              | Placering        | Tid     | Placering |
| ---------------- | -------- | ------- | --------- | ------- | --------- | ------- | --------- | ---------------- | ---------------- | ------- | --------- |
| Katie Tannenbaum | Damernas | 1.06,48 | 25        | 1.07,36 | 25        | 1.04,84 | 25        | Gick inte vidare | Gick inte vidare | 3.18,68 | 25        |